# El obstruccionista Stackhouse
«El obstruccionista Stackhouse» es el décimo séptimo capítulo de la segunda temporada de la serie de televisión The West Wing.

## Argumento
Es viernes por la tarde y el equipo de la Casa Blanca debe quedarse por culpa de un obstruccionista, el senador por Minnesota Howard Stackhouse. Este, para evitar una votación en el Senado se dedica durante horas a usar su turno de palabra. Lee recetas de cocina, un manual de naipes y un libro de Charles Dickens para alcanzar las 11 de la noche y provocar la suspensión de la votación.
Mientras, Sam recuerda como ha sido reprendido por una becaria de 19 años por desestimar multitud de informes, con la excusa de ahorrar gastos al contribuyente. La entusiasta ayudante le confesará al ayudante del Director de Comunicaciones que lee cada uno de los informes que pasan por sus manos, y son decenas. Finalmente escribirá un correo a su padre, que ha mantenido durante muchos años una relación extramatrimonial.
C.J. escribe a su padre, que cumple 70 años, contándole como ha roto un recuerdo del rey de Arabia Saudita. El mandatario árabe va a visitar próximamente la Casa Blanca y el equipo de protocolo quiere que el regalo que le hizo este al presidente Josiah Bartlet aparezca en el Despacho Oval para honrarle. Finalmente confesará que ha pegado los trozos con pegamento, haciendo un trabajo no demasiado brillante.
Toby está inquieto por el cambio de postura del vicepresidente John Hoynes respecto a las petroleras, cuyos dirigentes lo apoyaron en las primarias demócratas a la Casa Blanca. Ahora ataca su enriquecimiento poco moral gracias a los aditivos en las gasolinas. Toby sospecha que quiere sustituir en las próximas elecciones al presidente.
Por último, Josh está feliz por cerrar un acuerdo por la Sanidad Pública que costará 6000 millones de dólares. Recibe una nota, por la mañana, del senador Howard Stackhouse en la que le pide reunirse con él: quiere aumentar el proyecto de la sanidad para incluir 47 millones para Educación Especial para autistas. Josh se niega y da lugar a la actitud obstruccionista del senador. Finalmente, Donna descubrirá que uno de sus nietos es autista, provocando que el presidente y su equipo quieran ayudarle en su intenciones. Más de 20 senadores harán preguntas en el pleno para que el anciano político de Minnesota pueda descansar, ayudándole a evitar la votación programada.